# Louie Gohmert
Louis Buller "Louie" Gohmert Jr. [ˈɡoʊmərt], född 18 augusti 1953 i Pittsburg, Texas, är en amerikansk republikansk politiker och jurist. Han representerade delstaten Texas första distrikt i USA:s representanthus 2005–2023.
Gohmert gick i skola i Mount Pleasant High School i Mount Pleasant, Texas. Han avlade 1975 grundexamen vid Texas A&M University och 1977 juristexamen vid Baylor University. Han tjänstgjorde i USA:s armé 1978-1982. Han arbetade därefter som advokat och från och med 1992 som domare. Han var domare i en appellationsdomstol 2002-2003.
Gohmert besegrade sittande kongressledamoten Max Sandlin i kongressvalet 2004.
Gohmert är bosatt i Tyler. Han är baptist.
I juli 2015, höll Gohmert ett tal till USA:s kongress där han uppmanade att demokratiska partiet bör upplösas på grund av sitt historiska stöd till slaveri och rasism.
Gohmert uttryckte rädsla för att han skulle bli målet för vapenvåld som liknade det som tidigare kongressledamoten Gabrielle Giffords upplevde och vägrade att hålla offentliga rådhus möten.
I juli 2020 meddelade han att han hade smittats av Covid-19.